# Новоселезньово
Новоселезньо́во (рос. Новоселезнёво) — селище у складі Казанського району Тюменської області, Росія.
В радянські часи на території селища існували мікрорайони Селезньово та Зиміха селища міського типу Казанське, ще раніше — Селезньова.
Населення — 3408 осіб (2010, 3399 у 2002).
Національний склад станом на 2002 рік:
- росіяни — 89 %